# Sampil (Zamora)
Sampil es una localidad española del municipio de Robleda-Cervantes de la provincia de Zamora, en la comunidad autónoma de Castilla y León. En 2024 contaba con una población de 45 habitantes.
Pertenece a la comarca de Sanabria, siendo su término limítrofe con el de Castro, El Puente, Valdespino, San Juan de la Cuesta, Cervantes, Robleda y Castellanos. Su casco urbano está dividido en tres barrios: Arriba, Bajo y Portugalete. El término incluye una propiedad en la «sierra de Porto», denominada «Vega Larca», que se encuentra situada a una altitud de entre 1550 y 1660 metros, estando a su vez atravesada por el «arroyo Valdespino», afluente del «arroyo de Valdeinfierno».
Para llegar a Sampil, se ha de seguir la carretera de Puebla de Sanabria al lago de Sanabria y antes de llegar al kilómetro 3 se coge el desvío de Otero a la derecha, llegando a Sampil un kilómetro después.

## Topónimo
Sampil ha tenido a lo largo de la historia diferentes nombres. Hasta muy entrada la Edad Media se lo conoció como Sant Pir, Hacia el año 1714 aparece con el nombre de San Pil y más recientemente, en 1812, como Sampín.
José Godoy Alcántara, miembro de la Real Academia de la Historia, comenta en su libro Ensayo histórico etimológico filológico sobre los apellidos castellanos (Madrid, 1871) que era costumbre que los santos titulares de las iglesias dieran nombre a la población, que a su vez constituía apellido. El transcurso del tiempo y el acento peculiar de cada localidad han introducido profundas alteraciones en la pronunciación y escritura de estos nombres, así Sampil, Sampir, Sampín o Semper, podrían derivar de San Pedro.

## Historia

### Edad Antigua
Apenas existen reseñas en documentos históricos que citen a esta pequeña localidad. Hay indicios de la existencia en su término de un antiguo castro celta de la Edad del Hierro, que podría haber estado situado en un pequeño promontorio conocido con el nombre de «La Plaza», situado en un denso bosque de robles próximo al paraje conocido con el nombre de «La Raya». Recientemente se han encontrado restos arqueológicos en dicho lugar, siendo posible que estuviera ocupado hasta la invasión árabe.

### Edad Media
Al igual que en el resto de Sanabria, los celtas, galaicos, zoelas (astures), romanos, suevos, visigodos, árabes y mozárabes habitaron sus tierras. En el siglo VI todos los pueblos de Sanabria pasan a depender del obispado de Lugo, hecho que se cita en el Concilio de la ciudad. 
En el siglo X, aparece por primera vez el nombre de Sant Pir (nombre con el que se conoce en esa época al actual Sampil), asociado a un monasterio que debió existir en el pueblo. La ubicación exacta de dicha institución es un misterio, ya que se carece de restos arqueológicos, aunque algunos vecinos de la localidad aseguran que debió estar próximo al paraje denominado «El Rebouzo» (cerca de la Escuela). Cierto o no, en ese lugar aparecen determinadas señales en el suelo que podrían ser indicios de su existencia. En febrero del año 927 se celebró en dicho monasterio un pleito entre el abad Juan de San Martín de Castañeda y un tal Ranosindo (hijo del Eldosindo) acerca de unas pesquerías y tierras en Galende. Par este pleito, los jueces fueron nombrados por el rey Ordoño II de León que, tras aplicar la prueba del agua hirviendo, devolvieron pesquerías y tierras a los monjes.
En el año 1142, Pedro Gutiérrez (de sobrenombre el Cristiano), segundo hijo del conde Gutiérrez Eriz y natural de El Bierzo, se hace monje y dona al monasterio de Carracedo unas propiedades en Sant Pir (Sampil) y otras localidades cercanas como San Salvador de Barrolino, Castellanos, San Esteban de Chaguaceda, San Pedro de Valdespino, San Juan, Triufé, etc. que habían sido heredadas de su abuela Elvira Fernández. En el 1150, mediante una carta de "donación y firmeza" del rey Alfonso VII de León, dichas propiedades pasan al Monasterio de San Martín de Castañeda al ponerse Pedro Gutiérrez al frente del mismo. Este monje llegaría a ser obispo de Astorga en 1152, dada su gran influencia en la zona, no en vano estaba emparentado con Ponce Giraldo de Cabrera, señor de Sanabria y cercano a los reyes Alfonso VII y Fernando II. Como se verá a continuación, esta posesión de heredades por parte del monasterio no implicaba la dependencia de éste, oponiéndose incluso los propios vecinos a tal sumisión.
Al contrario que en los pueblos del resto de Sanabria, la iglesia de Sampil, junto con las de los vecinos Castellanos y Valdespino, quedan al margen de la autoridad monacal hasta el siglo XVIII, ya que fueron compradas (pueblo e iglesia) el 3 de marzo de 1181 a Constanza Osóriz, hermana del conde Gonzalo Osóriz, por un hombre rico de la comarca probablemente perteneciente a la nobleza y cuyo nombre era Martín Vermúiz. Es por tanto, Martín Vermúiz y no el monasterio el que recibe los beneficios o rentas que tiene que pagar el concejo por la iglesia. No obstante, dichas propiedades son donadas nuevamente al monasterio de San Martín Castañeda.

### Edad Moderna
Durante la Edad Moderna, Sampil fue una de las localidades que se integraron en la provincia de las Tierras del Conde de Benavente y dentro de esta en la receptoría de Sanabria.
En 1714, el pueblo y la iglesia de San Pil (Sampil) pasan a pertenecer al monasterio de San Martín de Castañeda, lo que implica el pago de la correspondiente dote anual a los monjes del monasterio.
En el muro de la iglesia existen dos piedras con unas inscripciones no muy claras y cuyo significado se desconoce. La piedra situada a la izquierda contiene las siguientes letras: ESRaObZdSPYZOSYA NDOCUZaDNaNIO, mientras que la piedra de la derecha: DFZZaBaAÑODE 1723. Esta cifra podría corresponder al año de su construcción o reconstrucción. En cuanto al resto de símbolos, en las iglesias de esa época se solían poner 14 letras que según unas teorías supersticiosas, indicaban un conjuro contra la peste, los maleficios diabólicos, así como para ahuyentar las brujas y el mal de ojo.
En 1743 aparece el nombre de Sampil, junto con los de Barrolino y Robleda, como pertenecientes a la iglesia matriz de Chaguaceda, lugar donde se firma una visita del Obispo de Astorga a la iglesia de San Amaro (Triufé).
Por los padrones de Robleda de 1676, 1696, 1703 y 1716 se tiene constancia de la relación de hidalgos de Sampil: Juan de Barrio, Juan Maestro, Francisco Méndez, Juan Méndez, Domingo Montero, María de Prada (viuda de Melchor Piñero), Pedro de Prada, Santiago de Prada y Pedro de San Román Cifuentes. La hidalguía es un título de caballería, que requiere intervención real y solemnidad para recibirla. El hidalgo goza de privilegios y exenciones y no les afecta los ejercicios viles y mecánicos.

### Edad Contemporánea
En este siglo XVIII, Sampil pertenece administrativamente a la antigua provincia del Conde de Benavente, de marcada influencia señorial y según el censo de Floridablanca a la intendencia de Valladolid. En esa época la comarca de Sanabria la componían 91 pueblos pertenecientes no solo a la actual Sanabria, sino a León y Benavente. En 1812 pasa a pertenecer definitivamente a la provincia de Zamora con el nombre de Sampín, provincia en la que se mantuvo en la reordenación de 1833, en la cual Sampil, aún como municipio independiente, quedó adscrito a la provincia de Zamora, dentro de la Región Leonesa.
Es a finales del siglo XIX cuando se produce un mayor enriquecimiento en la ornamentación de la iglesia de Sampil. Sirva de ejemplo la instalación en el campanario de la campana pequeña (1866) y la campana grande (1898]]), dedicadas a los mártires San Fabián y San Sebastián (patronos del pueblo). Entre ambos años y como recuerdo del paso de los misioneros, el 25 de abril de 1895 se instala en el pórtico de la iglesia la «Cruz de Misión», que contiene símbolos cuyo significado resume las enseñanzas proclamadas desde el púlpito. Así, cuando los fieles ven dicha cruz al entrar en la iglesia, recuerdan las enseñanzas recibidas por los misioneros.
Entre finales del siglo XIX y principios del siglo XX, hubo una farmacia en la calle del Rincón, todo un hito para un pueblo tan pequeño.

### Siglo XX
El primer hecho destacable fue el fuerte ciclón que tuvo lugar entre los días 21 y el 22 de diciembre de 1909, que ocasionó el derrumbe de tres de los arcos del puente de San Francisco en Puebla de Sanabria, las tierras limítrofes quedan arrasadas por la riada y desaparece por completo los presas y molinos de presa Alta, Castro y San Gil (Sampil). Además, en 1913 se produce una epidemia de la enfermedad llamada mal rojo que en Sampil se cebó en la cabaña porcina, diezmándola hasta casi hacerla desaparecer.
Dicho siglo comenzó con una gran emigración a Cuba y Argentina, lo cual no impide que Sampil tenga un pequeño resurgimiento, hasta el punto que alcanza en el año 1918 los 374 habitantes, ocupando el decimocuarto puesto de población de la comarca de Sanabria. Como consecuencia de esa emigración, en el otoño de 1914, recién estallada la Primera Guerra Mundial, el barco vapor Alfonso XIII en el que viajaban a Cuba varios sampileños, naufraga cerca de las costas de La Habana, aunque afortunadamente son rescatados por barcos de salvamento que salen desde la capital cubana.
El 18 de enero de 1920 se firma ante el notario de Puebla de Sanabria, Victoriano Gallego Rebóles, la escritura de compra de la porción de Sampil, Castellanos y Triufé de la «sierra de Sospacio» (Vega Larca) a la hija del Marqués de Camposagrado, Ignacia Bernaldo de Quirós y González de Cienfuegos, actuando como testigos por Sampil, Manuel Fernández San Román y Bernardo Arias San Román. El precio de compra es de 800 pesetas (entre los tres pueblos).
El 28 de mayo de 1933 se inaugura la escuela por la junta gestora constituida por Roque Álvarez Ferrero, Manuel Arias Ramos y Deogracias García. Se contempló la posibilidad de edificarla junto al horno del barrio de Arriba, pero finalmente se decidió hacerlo en el Rebouzo. Durante su construcción, las clases se impartían de forma provisional en el barrio de los Caldereros.
En la década de los años 1940, Manuel Montero queda liberado de los trabajos del concejo, con el fin de poder efectuar las obras de cubrimiento de todas las fuentes de Sampil y así evitar que los animales beban de las mismas.
En los años 1950, siendo alcalde Manuel Arias Ramos, se inaugura la fuente de la Plazuela (1951). En la primavera de 1956 se instala la luz eléctrica en las casas particulares del pueblo.
En la década de los años 1960, la población de Sampil empieza a decaer notablemente, debido al éxodo rural que se produce hacia la ciudad, especialmente Madrid, Sevilla y en menor medida Barcelona, Bilbao y Zamora. Esto ha llevado a un paulatino envejecimiento de la población que sólo se comenzó a revertir con el retorno de algunos emigrantes ya jubilados. A finales de esta década se inaugura la «fuente de Los Barreiros».
El 2 de septiembre de 1974, siendo alcalde Isaac Palmero Sotillo, se inaugura el abastecimiento de agua corriente en el pueblo. El manantial del que se obtiene el agua estaba situado en el prado de «La Bouza». Dicho manantial estuvo en funcionamiento hasta el año 2007. Ese mismo año de 1974 se asfalta la carretera de Sampil-Otero a su paso por el Barrio Bajo. A principios de la década de los años 80 se instala el primer teléfono público en el «bar Latino» y se asfaltan las calles del pueblo.

### SigloXXI
El siglo XXI comienza con una serie de restauraciones como la de «fuente El Canto» (2006), el horno del barrio Bajo (2007), la escuela (2007), el horno del barrio de Arriba (2010), la «fuente de las Llamas» (2010), la «poza del Canto» (2010) y la «fuente del Rincón» (2010) y del tejado de la iglesia (2013). Además de otras mejoras como las que en el 2007 supusieron el que se asfaltara la carretera de Sampil-Otero que pasa por el barrio Bajo y que se pusiera en funcionamiento el nuevo depósito de agua potable del «Coto de Presillán» con una capacidad de 60 m³.
El 12 de abril de 2010 se extingue el derecho de aprovechamiento de aguas del río Tera, con destino a fuerza motriz para accionamiento del «molino de las Veigas».
En abril de 2013 se limpian los 13 manantiales de la Bouza y se marca su posición mediante GPS. En agosto de ese mismo año, se limpia el cauce de la cabecera del arroyo Piñero, en la zona de los prados del Charco y el Arca. Asimismo se limpian las fuentes del Canto, el Horno, la Plazuela y los Barreiros, se restaura y levanta el banco de piedra del Barrio Bajo. En el año 2014, se inició la restauración del tejado de la iglesia.

## Economía
Tradicionalmente, la economía sampileña ha sido la ganadería y agricultura, esta de marcado carácter minifundista, aunque en épocas pretéritas también tuvieron cierta importancia actividades relacionadas con la herrería, el telar, el molino o la hojalatería, todas ellas desaparecidas desde hace años. Actualmente la falta de inversiones ocasiona una gran escasez de puestos de trabajo y por ello se intenta desarrollar nuevas economías basadas en la construcción; en la recolección de setas, especialmente los boletus edulis, que son exportados a Italia, o la industria de la apicultura basada en la miel de brezo, de color oscuro y fuerte sabor.